# Готъм (Нотингамшър)
Готъм (на английски: Gotham) е село в графство Нотингамшър, Англия. Намира се на юг от Нотингам и североизточно от Кегуърт.
В селото има църква от 12 век, на името на св. Лоурънс (свети Лаврентий).
Първоначално Готъм е известен преди всичко с приказките за „Мъдреците от Готъм“, които показват жителите му като глупаци. Смята се, че местните са се опитвали да наподобят лудост, за да избегнат построяването на кралски път през селото, тъй като в такъв случай биха били задължени да построят и поддържат тази отсечка. По онова време лудостта се е смятала за силно заразна и щом забелязват особеното поведение на селяните, рицарите на крал Джон се изтеглят и кралският път заобикаля селото.
Заради тези истории Уошингтън Ървинг нарича Ню Йорк „Готъм“ в своите Salmagundi Papers през 1807 г. По-късно Боб Кейн дава името Готъм на подобния на Ню Йорк град, в който живеят Батман и Робин.